# Kadzidło (village)
Pour les articles homonymes, voir Kadzidło.
Kadzidło (prononciation : [kaˈd͡ʑidwɔ]) est un village polonais de la gmina de Kadzidło dans le powiat d'Ostrołęka de la voïvodie de Mazovie dans le centre-est de la Pologne.
Le village est le siège administratif (chef-lieu) de la gmina appelée gmina de Kadzidło.
Il se situe à environ 20 kilomètres au nord d'Ostrołęka (siège du powiat) et à 118 kilomètres au nord de Varsovie (capitale de la Pologne).
Le village compte approximativement une population de 4 240 habitants en 2011.

## Histoire
De 1975 à 1998, le village appartenait administrativement à la voïvodie d'Ostrołęka.